# 中国数字时代
中国数字时代（英語：China Digital Times）是一个总部设在美国加州的中英文双语新闻聚合网站，聚合中文互联网上被审查的信息，以及网民对抗审查的努力，也提供关于中国社会和舆论环境的原创分析、评论和多媒体内容。
网站由加州大学伯克利分校的新闻研究生院师生创办，现由加州大学伯克利分校信息学院“逆权力实验室”（Counter-Power Lab）提供技术支持和反封锁软件的开发。

## 历史
中国数字时代网站由美国加州大学伯克利分校信息学院客座教授萧强于2003年秋天创办。萧强曾在1989年因六四事件而成为人权活动家，并在1991年至2002年担任“中国人权”组织的执行主任。随后在伯克利新闻研究生院（2003-2011年）和信息学院（2012年至今）担任兼职教授。
自2006年起，中国数字时代的网站在中国大陆被封杀。2011年推出中文版网站，同樣被当局封杀，但它采用了许多方法来确保在中国大陸仍然可以访问电子邮件列表、社交媒体和镜像网站。

## 内容
中国数字时代尤其关注被中華人民共和国当局审查、删除的内容，同时也注重记录中文互联网的舆论动态。2003年来，该网站记录了中国大陸互联网和网民的历次反抗运动，保留了大量已在中国网站上消失的原始资料。
2015年起该网站增加了《中国数字空间》 部分，和原有的《中国数字时代》构成姊妹网站，分类整理聚合的信息，并以策展的方式呈现。运作的重点项目有“真理部指令”、“CDT敏感词周报”、“404文库”、“草泥马词典”、“雪亮工程”和“中国哭墙”等。
2020年，该网站陆续公布了由前新浪微博审查员刘力朋所撰写的《审查员交班日志》，同时也在网站公布中文社交媒体的《CDT敏感词周报》。
中国数字时代亦下设多个原创内容栏目，记录和分析中文互联网上言论审查动态。2022年，中国数字时代发布系列视频《每月之声》形式仿照2022年3月上海市2019冠状病毒病聚集性疫情上海封城短片《四月之声》。

## 资金
《中国数字时代》于2013年在加州注册成为一个非营利组织（501(c)(3)組織），网站和其他项目的运营经费主要依靠筹款解决。资金主要来源包括开放技术基金会、美国国家民主基金会、荷兰基金组（HIVOS）、麦克阿瑟基金会、开放社会基金会以及其他一些私人基金会及私人捐助者。